# Fivio Foreign
Maxie Lee Ryles III (n. 29 martie 1990), cunoscut sub numele de scenă Fivio Foreign, este un rapper și compozitor american. În iunie 2019, el a ajuns la faimă cu single-ul său „Big Drip”, care a primit un remix cu rapperii americani Lil Baby și Quavo. Este semnat la RichFish Records și Columbia Records.
În mai 2020, Ryles a fost prezentat pe piesa lui Drake „Demons”, care s-a clasat la 34 pe Billboard Hot 100, câștigându-i primul său single Billboard-charting. Mai târziu în acea lună, a colaborat cu Lil Tjay și Pop Smoke la piesa „Zoo York”, care a atins vârful la 65 pe Hot 100.

## Biografie
Ryles a început să cânte sub numele Lite Fivio în 2011. În 2013, și-a schimbat numele în Fivio Foreign și a format un colectiv de muzică cu prietenii săi sub numele de 800 Foreign Side.

## Cariera
Ryles a început să câștige tracțiune după lansarea single-ului său "Big Drip". Piesa a fost prezentată în EP-urile sale Pain and Love din 2019 și 800 B.C În noiembrie, el a semnat un acord de un milion de dolari cu Columbia Records, împreună cu casa de discuri a rapperului american Mase RichFish Records.
În mai 2020, Ryles a câștigat primele două single-uri de pe Billboard, cu colaborari pe „Demons” de Drake și „Zoo York” de Lil Tjay si Pop Smoke. În aceeași lună, Ryles a lansat organizația non-profit Foreignside Foundation, „orientată spre furnizarea de resurse și programe benefice pentru tinerii cu risc, persoanele fără adăpost, actualii și foștii afiliați la bandă, persoanele încarcerate”.
Pe 11 august 2020, a fost inclus în clasa de boboci a XXL a anului 2020.

## Viața personală
În 2018, mama lui Ryles a murit din cauza unui accident vascular cerebral. Ryles a fost, de asemenea, prieten cu regretatul Pop Smoke.